# USS Tullibee (SSN-597)
Pour les autres navires du même nom, voir USS Tullibee.
L'USS Tullibee (SSN-597) est un sous-marin nucléaire d'attaque, second navire de la marine américaine à porter le nom du tullibee, l'un des nombreux corégones du centre et du nord de l'Amérique du Nord.
Avec 83 mètres de long et un déplacement de et 2 650 tonnes, l'USS Tullibee est le plus petit sous-marin d'attaque à propulsion nucléaire de la flotte de sous-marins américains, bien qu'il fût conçu à l'origine principalement pour le rôle « hunter-killer » de lutte ASM et est redésigné sous-marin d'attaque lorsque les deux rôles fusionnèrent. L'effectif initial est de 7 officiers et 60 hommes enrôlés. Cependant avant son retrait, l'équipage comprend 13 officiers et plus de 100 hommes enrôlés.
Au cours de sa carrière, le Tullibee a réalisé de nombreuses patrouilles sous-marines. Au cours de son service, il effectue à 730 reprises les manœuvres d'immersion ou de surface et a parcouru durant sa carrière environ 602 000 km.